# Rollos de Ketef Hinnom

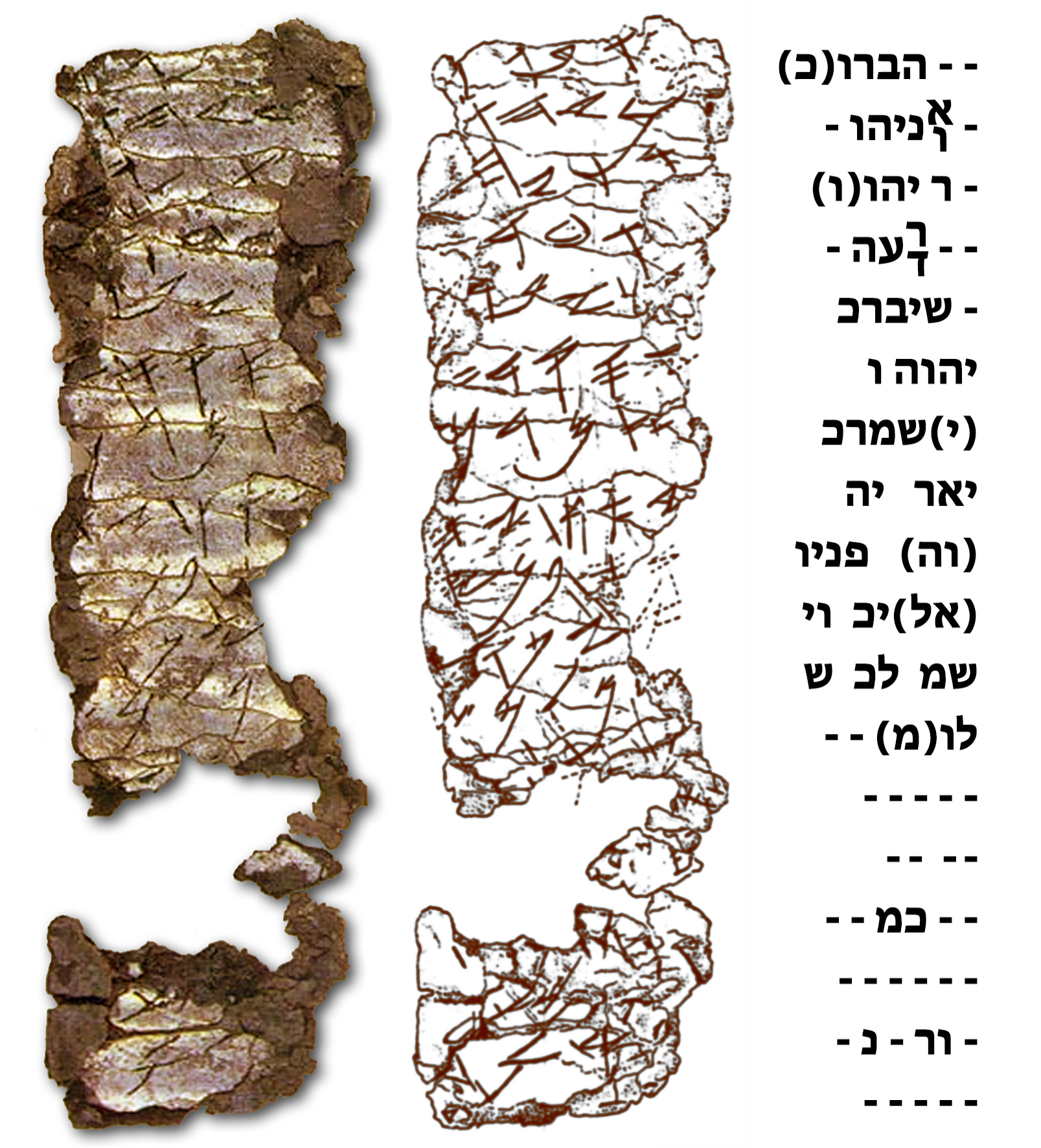
Fragmento

Los rollos de Ketef Hinnom, también descritos como amuletos de Ketef Hinnom, son los textos más antiguos que se conservan actualmente conocidos de la Biblia hebrea, datados en c. 600 a. C. El texto, escrito en escritura paleohebrea, pertenece al Libro de Números en la Biblia hebrea.  
Los dos rollos (o amuletos) de plata fueron descubiertos en 1979 en Ketef Hinnom, un sitio arqueológico al suroeste de la Ciudad Vieja de Jerusalén, y se descubrió que contenían una variación de la Bendición Aaronica de Números 6:24–26. Están datados entre el siglo VII y el VI a. C.. 

## Descubrimiento
Los rollos fueron encontrados en el año 1979 en Ketef Hinnom. Durante excavaciones realizadas por un equipo bajo la supervisión de Gabriel Barkay, quien por ese entonces era profesor de arqueología en Universidad de Tel Aviv.